# Villespassans
Villespassans – miejscowość i gmina we Francji, w regionie Oksytania, w departamencie Hérault.
Według danych na rok 1990 gminę zamieszkiwały 124 osoby, a gęstość zaludnienia wynosiła 9 osób/km² (wśród 1545 gmin Langwedocji-Roussillon Villespassans plasuje się na 778. miejscu pod względem liczby ludności, natomiast pod względem powierzchni na miejscu 577.).